# Svea livgardes musketerarkår

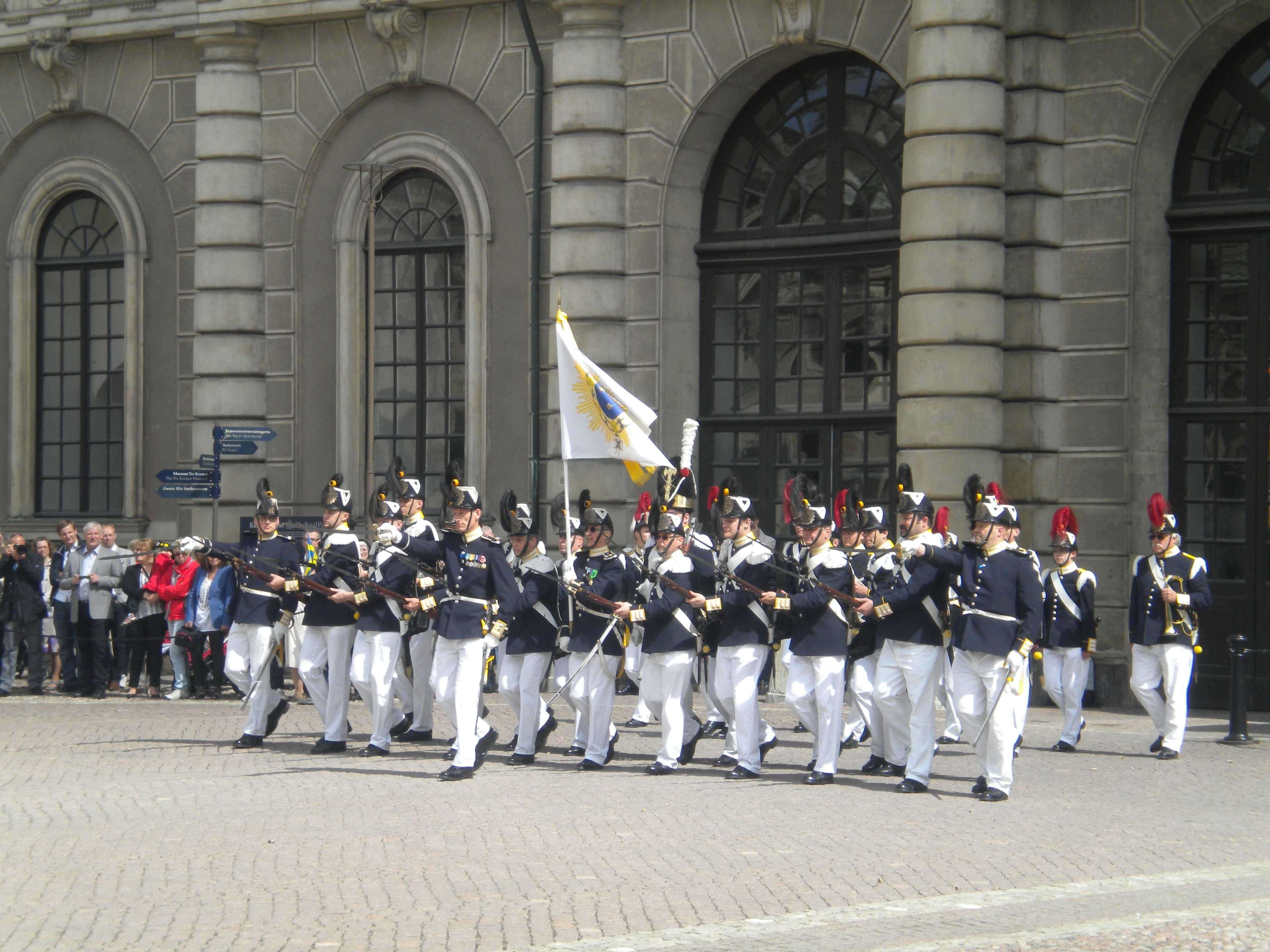
Avdelning ur Svea livgardes musketerarkår under nationaldagsfirandet på slottet 2012

Kungliga Svea Livgardes Musketerarkår är en frivillig militärhistorisk, ideell förening som bildades 1994 (nuvarande namn 2006) vid Livgardet för att med skarpskjutningsverksamhet och uppvisningar levandegöra gardisterna som de var på 1850-talet. Kåren har under åren växt till åttiotalet medlemmar varav ett drygt trettiotal kan anses vara aktiva varje år. Man genomför varje år ett antal exercisuppvisningar både nationellt och internationellt.
Svea livgardes musketerarkår består i dag av tre avdelningar, där Svea livgardes musketerarkår är huvudavdelningen med underavdelningarna Musketerarkåren i Falun och Musikavdelningen.

## Syfte
Musketerarkåren vill visa hur gardesinfanterister såg ut och agerade på 1850-talet. Infanteristerna var under denna tidsperiod enhetligt utrustade med uniformer och musköter. Den exercis som musketerarkåren genomför är tagen från det dåtida reglementet för fotsoldater. Målsättningen är bland annat att genomföra stiliserade stridsuppvisningar till musik, upprätthålla skarpskjutningsfärdighet, delta i Livgardets och Stockholms garnisons ceremoniella verksamhet och genomföra minst ett större kvalificerat evenemang som utlandsturné eller tattoo per år.

## Historik
Kåren skapades den 16 januari 1994 med en idé om att bilda en skarpskjutningstrupp som skulle uppträda i Svea livgardes uniform m/1858, beväpnade med slaglåsgevär. Tanken var att truppen skulle genomföra stridsuppvisningar med skarp ammunition i syfte att skapa och utveckla tävlingsformen historiska skjutningar som rönt ett visst genomslag vid internationella tävlingar med svartkrutsvapen. Arbetsnamnet var "Karl XV:s livgardister", vilket senare kom att ändras till "Svea livgardes musketerare". Uniformer lånades av Svea Livgarde som kompletterades med nytillverkade kopior av lägermössor m/1846, käppi m/1858 och korsbandolär m/1848 med faskinkniv m/1848. 
Efter en uppvisning för regementsledningen fick kåren veta att regementet och dess stiftelser skulle stödja verksamheten, inledningsvis med inköp av 12 repliktillverkade Enfield m/1835 musköter från Indien. I uppgörelsen med Livgardet ingick att kåren skulle kunna uppträda på Livgardet och genomföra lösskjutningsuppvisningar vid exempelvis regementets dag. Under hösten 1994 bestämdes att kårens medlemmar skulle bilda en förening med namnet "Svea livgardes musketerarkår" enligt ett förslag från överste Kim Åkerman. 
Medlemsbeviset i föreningen är lägermössa m/1846.
Ett samarbete med Svea livgardes fältpiparkår (FPK) påbörjades under hösten 1994 och ett standardiserat uppvisningsprogram utvecklades och provades första gången i november 1994. År 1995 deltog Musketerarkåren tillsammans med FPK i sitt första tatoo, Stockholm Tattoo by Horse. Svea livgardes musketerarkår har sedan dess deltagit i internationella tattooer på flera olika platser i världen samt i övrigt uppfyllt sina åtaganden gentemot Livgardet.

## Utrustning
Musketerarkåren bär Svea livgardes uniform m/ä vapenrock m/1886. Uniformen har de för Livgardet till fot traditionella svenska färgerna blått och gult och knappar i silver. Till uniformen bär musketerarna korsbandolär m/1848 (remtyg) där ammunition förvarades i patronkök och där faskinkniv m/1848 hängdes. Som huvudbonad används lägermössa m/1846 och käppi m/1858. Musketerarna är utrustade med slaglåsmusköter av modell Enfield m/1835.

## Uppträdanden och internationella tattooer
- 1995 – Tattoo by Horse i Stockholm
- 1996 – Tattoo i Ehingen i Tyskland
- 1997 – Trondheims 1000-årsjubileum
- 1998 – Nato-Musikfest i Mönchengladbach i Tyskland
- 1998 – Tattoo i Bonn i Tyskland
- 1999 – Vaxholms fästning
- 1999 – Ystad International Military Tattoo[4]
- 2000 – "Blumencourso" i Bad Ems i Tyskland
- 2000 – Berlin Militärmusikfest i Tyskland
- 2002 – ”Från "Landsknekt till cybersoldat" i Göteborg
- 2002 – "Stockholm 750 år" med "mini-tattooer" på Sergels torg, uppvisning på Stadion på nationaldagen
- 2002 – Statister i Dramatens uppsättning av pjäsen Gustaf III & Dramaten[5], som sattes upp på Stockholms slott
- 2003, 2005, 2008, 2009, 2012 – Schwedenfest i Wismar i Tyskland[6]
- 2004 – "Landestreffen" i Ehingen i Tyskland
- 2005 – 2013 - Uppvisning på yttre borggården Stockholms slott på nationaldagen
- 2006 – Eksjö Tattoo[7]
- 2007 – Ystad International Military Tattoo[8]
- 2008 – 2010 - Hedersvakt vid Svenska Akademiens högtidssammankomst i Börshuset
- 2010 – Swedish Military Tattoo
- 2010 – Gyergyong Military Culture Festival Seoul i Korea[9]
- 2011 – DouDou i Mons i Belgien
- 2012 – Försvarsutbildarna 100 år[10]
- 2012 – Stockholm Jubileumsmarathon – "Starters" på Stockholms stadion[11][12]
- 2013 – DouDou i Mons i Belgien
- 2013 - The Princely Liechtenstein Tattoo i Vaduz, Lichtenstein
- 2014 - Reveljen Lillehammer, Norge
- 2015 - Dala Tattoo, Falun
- 2016 - Hamina Tattoo i Finland (och Helsingfors mini-tattoo den 2016/08/01)

## Hedersmusketerare
Kåren har följande hedersmusketerare:
- Generalmajor Göran De Geer (1994)
- Överste Kim Åkerman (1995)
- Överstelöjtnant Stellan Bojerud (1995)
- Överste Markku Sieppi (1996)
- Storhertig Friedrich von Würtemberg (1997)
- Karl Maus (1997)
- Överstelöjtnant Anders Ihrén (2002)
- Överstelöjtnant Leif Ölmeborg (2006)